# L'Entrée du port de Marseille
L'Entrée du port de Marseille est un tableau du peintre français Paul Signac réalisé en 1911. Cette huile sur toile est un paysage urbain qui représente des voiliers à l'entrée du port de Marseille, dans une palette dominée par le rose et le bleu. Achetée par l'État en 1920, l'œuvre fait partie depuis 1977 des collections du musée d'Orsay, à Paris. Elle se trouve depuis 1983 en dépôt au musée Cantini, à Marseille.

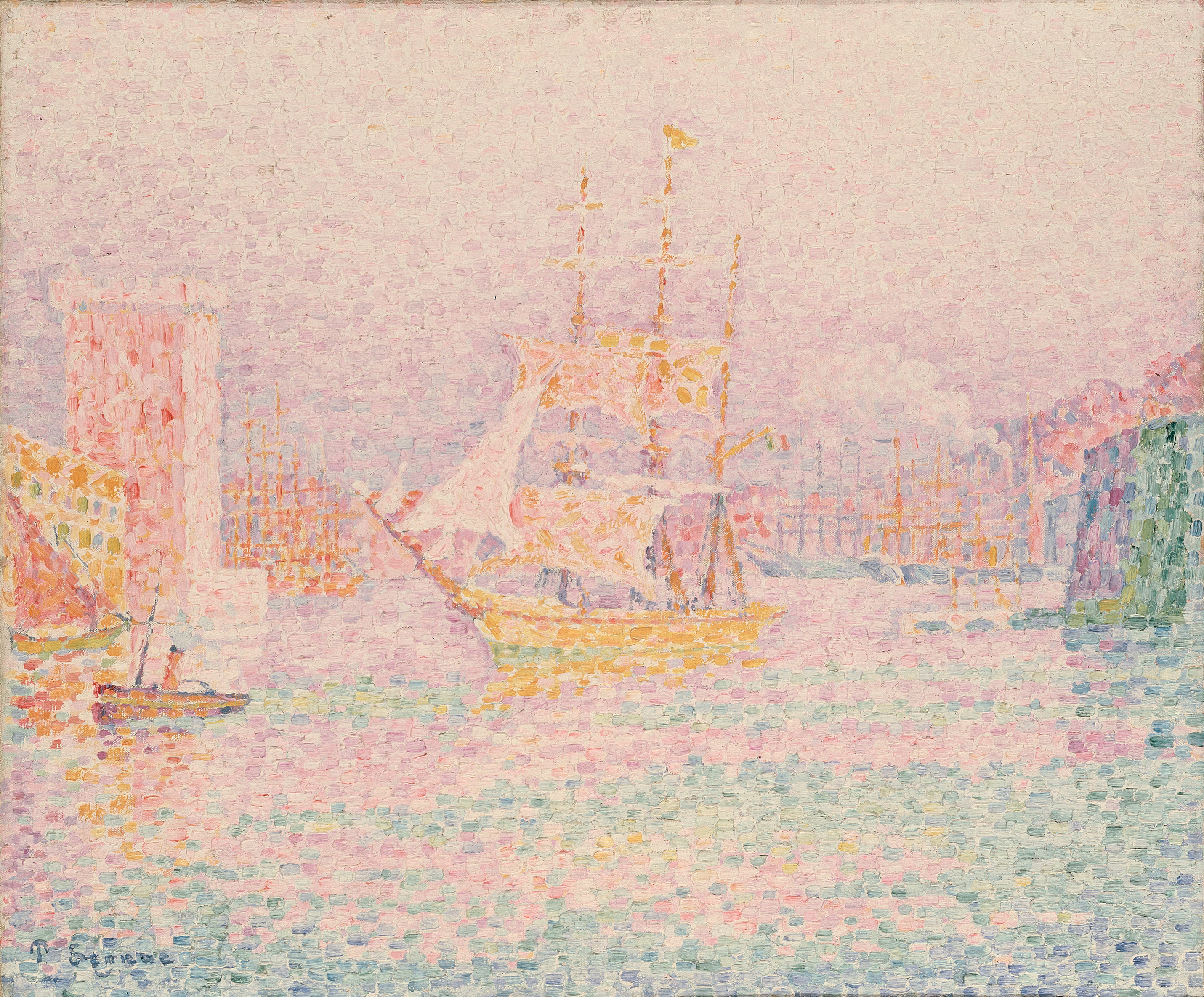
Le Port de Marseille, 1907 – Musée de l'Ermitage, Saint-Pétersbourg.